# Kameanka, Skole
Kameanka (în ucraineană Кам'янка) este o comună în raionul Skole, regiunea Liov, Ucraina, formată numai din satul de reședință.

## Demografie
Componența lingvistică a comunei Kameanka
     Ucraineană (99,78%)
Conform recensământului din 2001, majoritatea populației comunei Kameanka era vorbitoare de ucraineană (99,78%), existând în minoritate și vorbitori de alte limbi.